# Rochers des Mourres
Les Rochers des Mourres sont une curiosité géologique située sur la commune de Forcalquier, dans les Alpes-de-Haute-Provence. L'origine de cette morphologie est à rechercher dans la sédimentation puis l'érosion d'un calcaire marneux et crayeux lacustre qui contenait une couche contenant des "masses" disjointes de calcaire dur et résistant. Ces champignons de pierre correspondent à des massifs d'herbiers aquatiques se développant à la surface de l'eau et construisant une sorte de squelette calcaire plus dur. L'ensemble forme ainsi des sortes de champignons à chapeaux indurés préservant des pédoncules plus tendres. Ce dispositif n'est pas sans rappeler les classiques cheminées de fées.
Ces rochers aux formes évoquant un « champ de morilles géantes » ont donné naissance à de nombreuses légendes. Selon l'une d'elles, ils sont le lieu traditionnel de rassemblement des sorcières.

## Formes
Les Mourres forment un ensemble de rochers isolés les uns des autres et classés selon cinq types de formes différentes : ondulations, monticules, meules de foin, cylindres, vasques. Les différentes formes des rochers proviennent des différents régimes de développement des « herbiers - parents », la nécrose de leur partie centrale provoquant une croissance périphérique et la formation d'une vasque, par exemple.

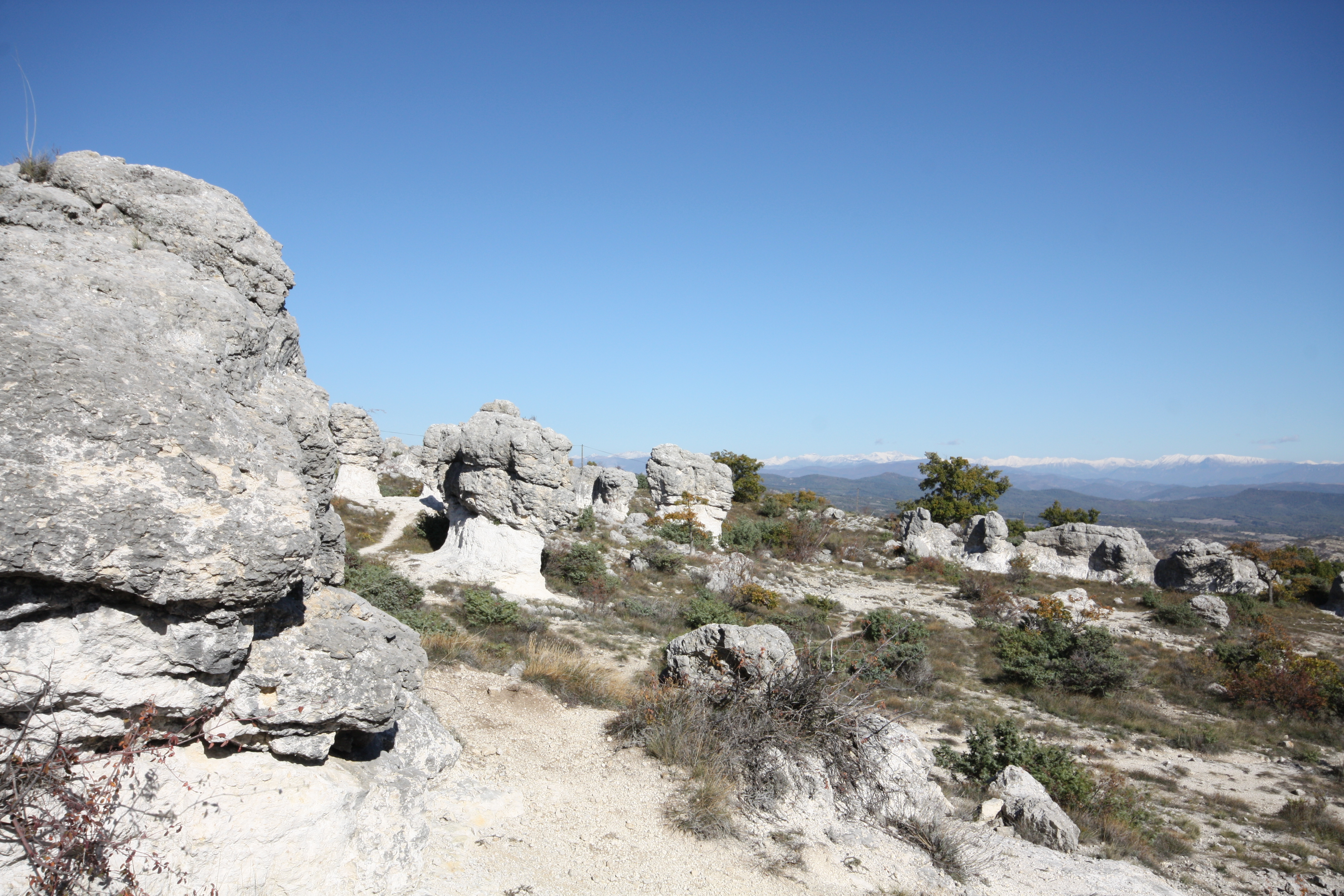
Vue d'ensemble du site des Mourres.
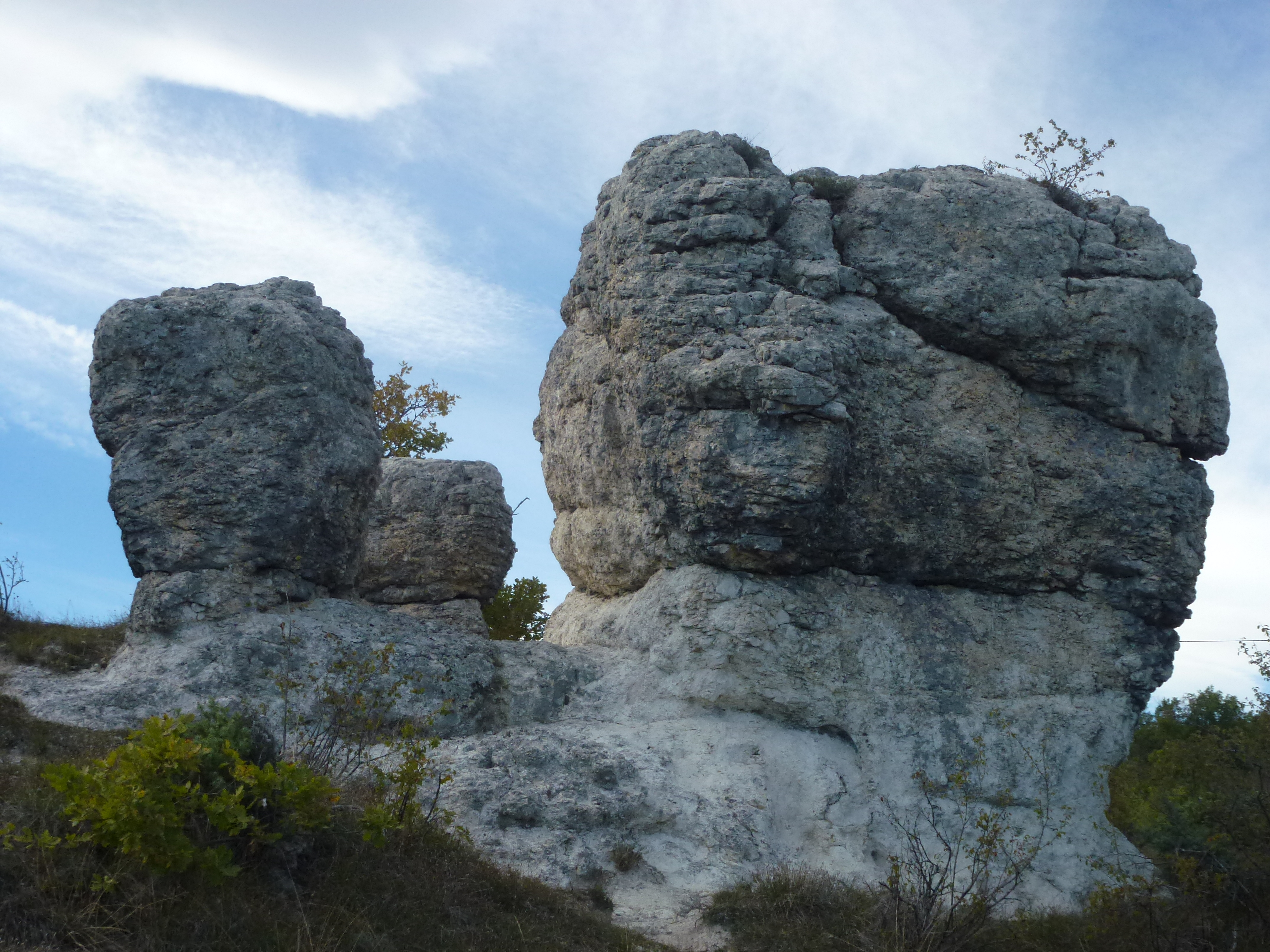
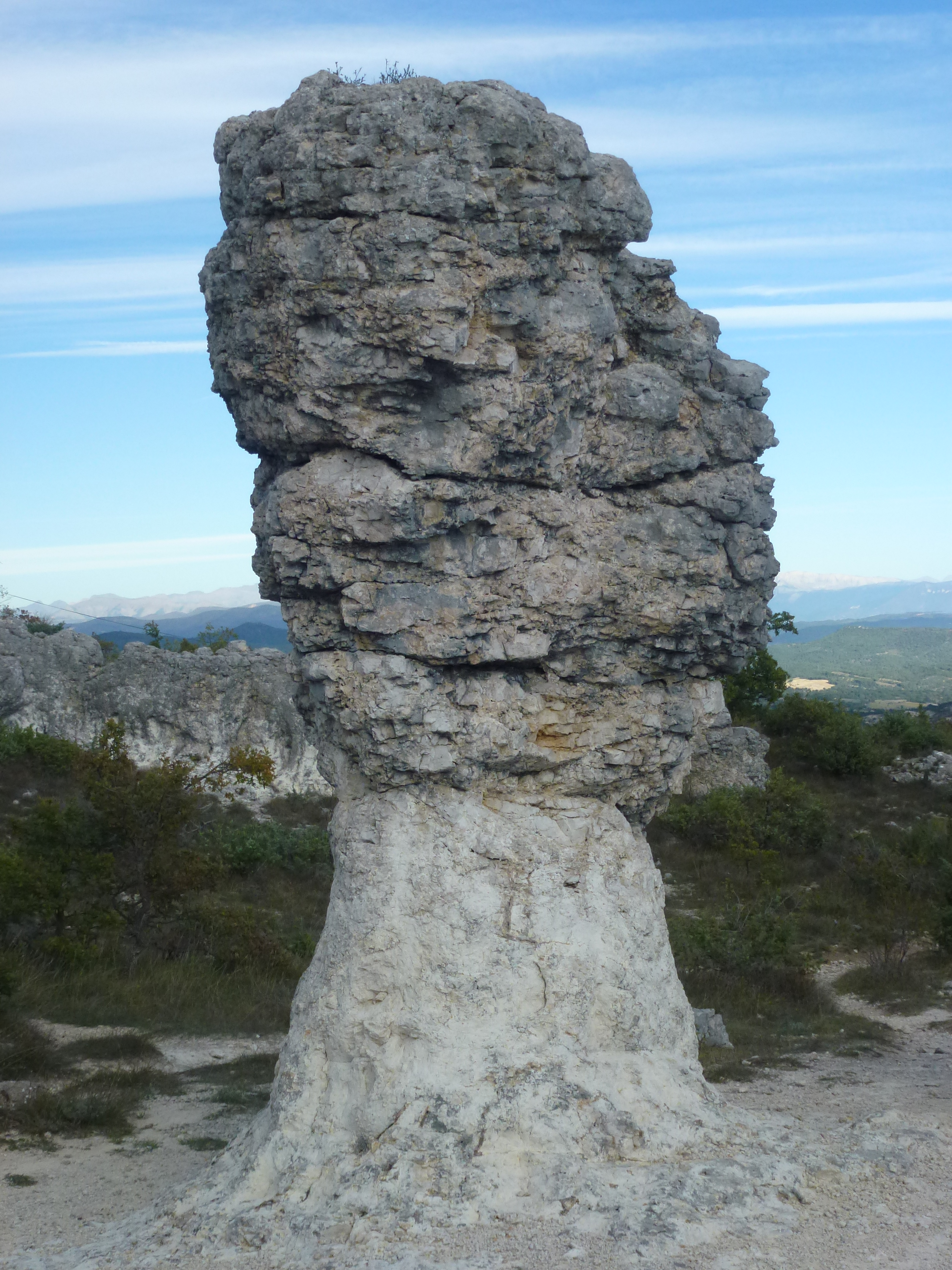
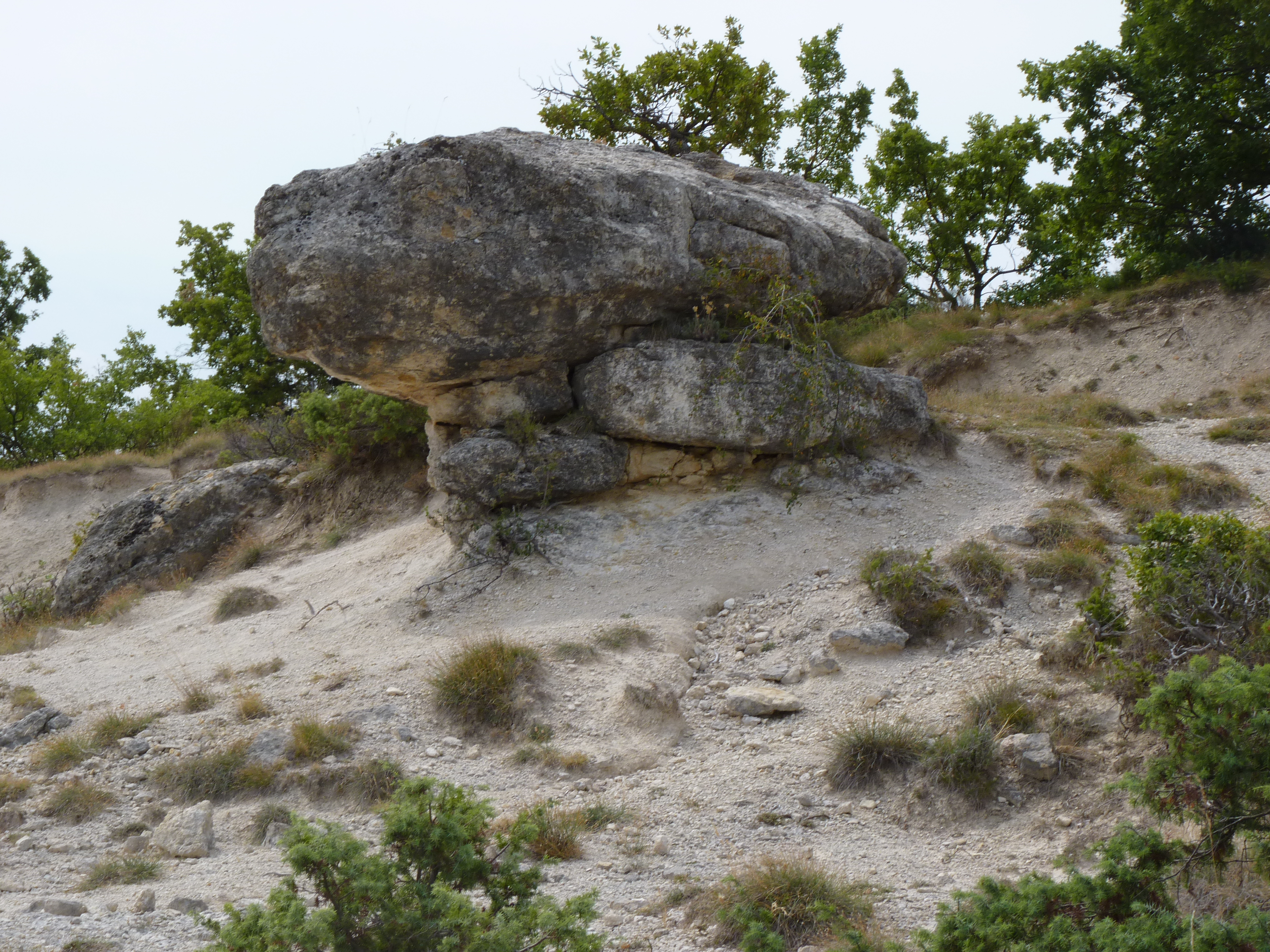
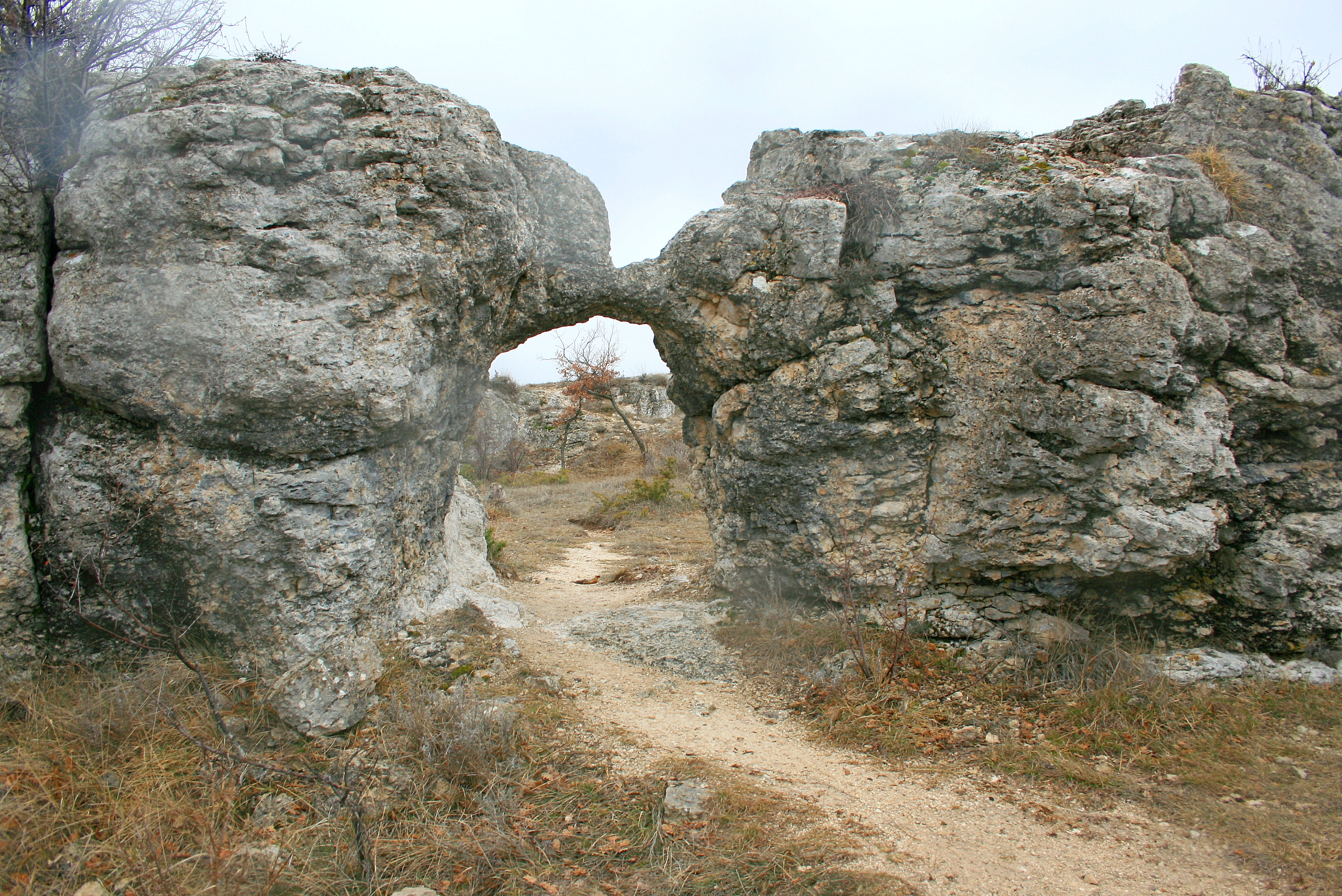